# جون مونتجومري وارد
جون مونتجومري وارد (بالإنجليزية: John Montgomery Ward) هو لاعب كرة قاعدة أمريكي، ولد في 3 مارس 1860 في بيلفونتي في الولايات المتحدة، وتوفي في 4 مارس 1925 في أوغستا في الولايات المتحدة بسبب ذات الرئة.

## وصلات خارجية
- جون مونتجومري وارد على موقع دوري كرة القاعدة الرئيسي (الإنجليزية)
- جون مونتجومري وارد على موقعبيزبول رفرنس.كوم (الدوري الرئيسي) (الإنجليزية)
- جون مونتجومري وارد على موقعبيزبول رفرنس.كوم (الدوري الثانوي) (الإنجليزية)
- جون مونتجومري وارد على موقع جمعية أبحاث البيسبول الأمريكية (الإنجليزية)
- جون مونتجومري وارد على موقع إي إس بي إن.كوم (أم.أل.بي) (الإنجليزية)
- جون مونتجومري وارد على موقع مشجعي الرسوم البيانية (الإنجليزية)
- جون مونتجومري وارد على موقع قاعة مشاهير كرة القاعدة (الإنجليزية)
- جون مونتجومري وارد على موقع الموسوعة البريطانية (الإنجليزية)